# اشیاء جادویی در هری پاتر
در زیر فهرستی از اشیاء جادویی که در رمان‌ها و اقتباس‌های سینمایی هری پاتر ظاهر می‌شوند، آمده است.

## جان‌پیچ

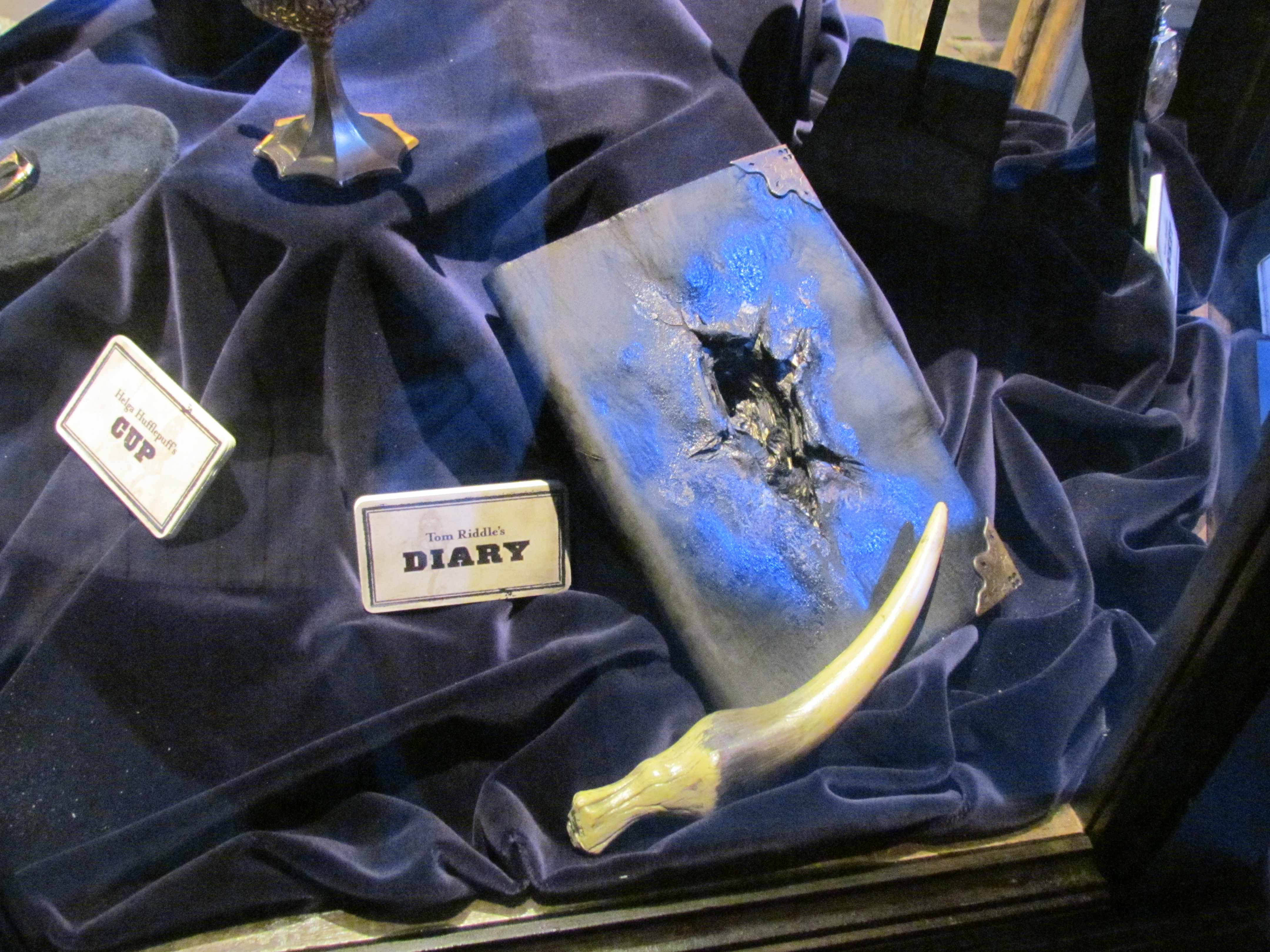
هورکراکس

جان‌پیچ یا جاودان‌ساز (به انگلیسی: Horcrux) وسیله‌ای تخیلی در داستان‌های هری پاتر است.
هری پاتر یک مجموعه‌ داستان تخیلی نوشته نویسندهٔ انگلیسی، جی. کی. رولینگ است.
جان‌پیچ از وسایل جادوی سیاه است که برای رسیدن به بی‌مرگی یا جاودانگی استفاده می‌شود.
در داستان‌های هری پاتر از قاب‌آویز، جام، نیم‌تاج، انگشتر، دفتر خاطرات، مار تام ریدل به عنوان جان‌پیچ استفاده شده بود.
جادوگران می‌توانند روحشان را به دو قسمت تقسیم کنند و یک قسمت از آن را در یک جان‌پیچ قرار دهند. به این ترتیب در صورت نابودیِ جسمشان، آن‌ها به‌طور کامل نمی‌میرند. جادوگران برای تقسیم‌کردن روحشان به دو قسمت باید یک نفر را به قتل برسانند.
در داستان ششم، هری پاتر به کمک پروفسور هوریس اسلاگهورن و پروفسور آلبوس دامبلدور متوجه می‌شود که ارباب تاریکی (لرد ولدمورت) روح خود را به هفت بخش تقسیم کرده و آن‌ها را در هفت جان‌پیچ گذاشته.
ولدمورت تا زمانی که تمام جان‌پیچ‌ها نابود نشوند زنده خواهد ماند. هری پاتر می‌کوشد این جان‌پیچ‌ها را نابود کند تا از این طریق ارباب تاریکی را از بین ببرد.
روش ساختن جان‌پیچ در هیچ کتابی ذکر نشده و تنها توسط یکی از کتاب‌ها، هرمیون گرنجر (دوست هری پاتر) پی می‌برد که جان‌پیچ نفرت‌انگیزترین و پلیدترین جادویی است که یک جادوگر انجام می‌دهد.
پروفسور هوریس اسلاگهورن استاد بازنشستهٔ معجون‌سازی هاگوارتز از جمله کسانی است که می‌داند یک جان‌پیچ چگونه ساخته می‌شود و او بود که ناخواسته به ولدمورت روش تهیه آن‌ها را آموخته بود.
جان‌پیچ‌های ولدمورت:
1. دفتر خاطرات تام ریدل
2. قاب‌آویز سالازار اسلیترین
3. جام هلگا هافلپاف
4. نیم‌تاج روونا ریونکلا
5. انگشتر خاندان گونت (خانواده‌ی مروپ ریدل، مادر تام)
6. ناگینی، مار ولدمورت
7. هری پاتر

## شمشیر گریفیندور

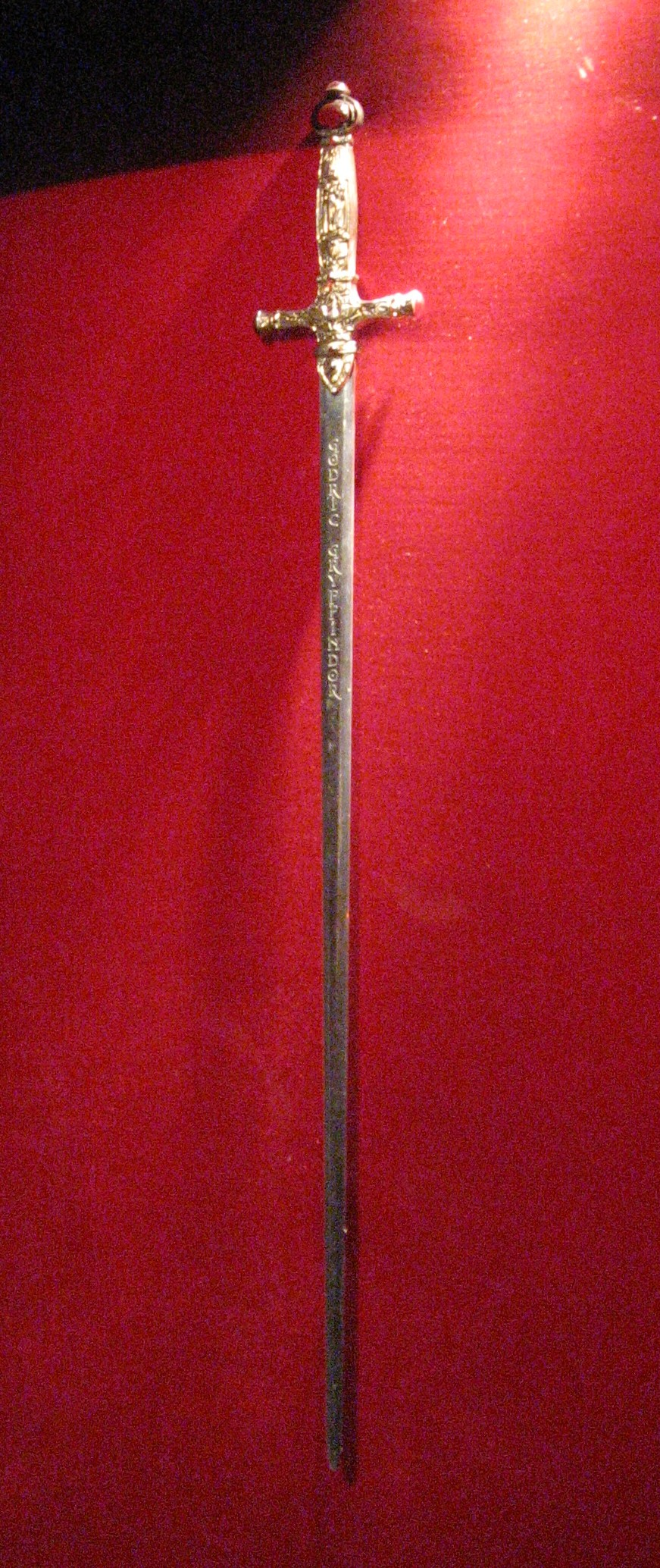
شمشیر افسانه ای گریفیندور

در سری داستان‌های تخیلی هری پاتر شمشیر گریفیندور یک شمشیر بسیار زیباست که تنها یک گریفیندوری واقعی می‌تواند آن را از کلاه گروه‌بندی بیرون بکشد. هری در سال دوم تحصیلش در هاگوارتز به کمک همین شمشیر توانست هیولای تالار اسرار را که یک باسیلیسک بود بکشد.
سابقهٔ این شمشیر به زمان گودریک گریفندور بازمی‌گردد. از این‌جا آغاز می‌گردد که در زمان گودریک گریفیندور (از مؤسسان مدرسهٔ علوم و فنون جادوگری هاگوارتز) جن‌ها برای او شمشیری می‌سازند که قدرت جادویی فوق‌العاده ای دارد و می‌تواند جادوهای بزرگ و گران را در خویش محفوظ دارد. از زمانی که این شمشیر ساخته می‌شود بین جادوگران و اجنه بر سر مالکیت این شمشیر اختلاف ایجاد می‌شود اما نهایتاً این شمشیر با ظاهر شدن در کلاه گروه‌بندی هاگوارتز به جادوگران تعلق می‌گیرد.
در کتاب هفتم هری پاتر (یادگاران مرگ) هری پاتر با گریپهوک جن کلیددار و تحت تعقیب بانک جادویی این شمشیر را در ازای یکی از جان‌پیچ‌های لرد سیاه مبادله می‌کند اما نهایتاً شمشیر به جایگاه اصلی خویش در هاگوارتز بازمی‌گردد.
در نبرد نهایی جادوگران نویل لانگ باتم دوست هری پاتر ناگینی مار محبوب لرد ولدمورت را که یک جان‌پیچ بود با این شمشیر از پای درمی‌آورد.

## یادگاران مرگ
یادگاران مرگ (به انگلیسی: Deathly Hallows) در سری داستان‌های هری‌پاتر به ۳ شیء جادویی قدرتمند گفته می‌شود که توسط مرگ ساخته شده‌اند. این سه یادگار که به سه برادر از خانواده پورل داده‌شد شامل:
1. چوبدست قدرت یا اَبَر چوبدستی: این چوبدست اولین یادگار مرگ است که به برادر اول (آنتیوک پورل) داده‌شد. این چوبدست که قوی‌ترین چوبدست ساخته‌شده‌است، به مالک اصلی چوبدست توانایی شکست دادن تمام چوبدستی‌های دیگر را می‌دهد.
2. سنگ رستاخیز یا سنگ مرگ: این سنگ دومین یادگار مرگ است که به برادر دوم (کادموس پورل) داده‌شد. این سنگ تنها چیزی است که روح عزیزان درگذشته هر فرد را بازیابی می‌کند. هری پاتر با موفقیت از این شیء برای احضار تصاویری از عزیزانش از جمله جیمز پاتر (پدر) و لیلی ایوانز (مادر) استفاده کرد.
3. شنل نامرئی‌کننده: این شنل که سومین و آخرین یادگار مرگ است، به برادر سوم (ایگنوتوس پرول) داده‌شد. هر کسی که این شنل را داشته‌باشد می‌تواند از دید افراد پنهان بماند و نامرئی بشود. این شنل نامرئی‌کننده تنها شنل شناخته شده‌ای است که با افزایش سن از بین نمی‌رود. تمام شنل‌های نامرئی‌کننده دیگر با گذشت زمان بدون اثر می‌شوند یا پاره می‌شوند. اما این شنل هرگز اتفاقی برایش نمی‌افتد.

علامت یادگاران مرگ که هر سه یادگار مرگ را به صورت نمادین نشان می‌دهد: چوبدست قدرت یا ابر چوبدستی (خط میانی)، سنگ رستاخیز (دایره) و شنل نامرئی‌کننده (مثلث).

از میان سه برادری که صاحبان اولیهٔ یادگاران مرگ بودند، آنتیوک پورل (صاحب چوبدستی) و کادموس پورل (صاحب سنگ) پایان‌های بدی داشتند و هر کدام به شکلی مردند. ایگنوتوس پورل (صاحب شنل) به‌کمک شنل نامرئی‌کننده توانست تا زمانی که خودش می‌خواست، از چنگ مرگ بگریزد.
به کسی که هر سه یادگار مرگ را بتواند در اختیار داشته باشد، ارباب مرگ می‌شود. آلبوس دامبلدور، مدیر مدرسهٔ علوم و فنون جادوگری هاگوارتز به هری پاتر گفته بود که او و گلرت گریندل‌والد (جادوگر سیاه) باور داشتند که فرد گردآورنده این سه یادگار شکست‌ناپذیر خواهد بود. تعداد کمی از جادوگران تا قبل از هری پاتر باور داشتند که یادگاران مرگ اشیای واقعی هستند.
هیچ‌کس به جز هری پاتر موفق نشده‌است تا هر سه یادگار مرگ را تحت فرمان خود داشته باشد، هر چند که هری پاتر هم هرگز همهٔ آن‌ها را با صورت همزمان در اختیار نداشت. آلبوس دامبلدور نیز هر سه آن‌ها را در اختیار داشت، اما مانند هری‌پاتر، او هم همزمان هر سه یادگار را در اختیار نداشت. اما دامبلدور هیچ‌وقت یک ارباب مرگ نبود؛ چرا که او هرگز مالک واقعی شنل نبود.

## اَبَر چوبدست
اَبَر چوبدست کهن (به انگلیسی: Elder Wand) که به نام های دیگر نیز شناخته می‌شود، اولین یادگاری از مرگ است. طبق افسانه ها این چوبدست قدرتمند توسط مرگ به آنتیوک پورل، اولین برادر بین سه برادر پورل داده‌شد. اینکه آیا واقعا مرگ یادگاری های خود را ساخته یا نه طبق گفته ی دامبلدور مشخص نیست او فکر میکرد در واقع سه برادر قصه که یادگاران مرگ را دریافت کرده اند خودشان سازندگان این اشیا قدرتمند بوده اند. 
چوب این چوبدستتی از چوب درخت یاس کبود درست شده و در هستهٔ این چوب یک تار موی دم تسترال به کار رفته ‌است. صاحبان این چوبدست در طول تاریخ بارها تغییر کرده‌اند.
در ابتدا تصور می‌شد که وفاداری هر چوبدست به جادوگران با کشتن صاحب قبلی آن به دست می‌آید. با این حال، هری پاتر به کمک اولیوَندِر (سازندهٔ چوبدست‌های مختلف) متوجه می‌شود که این تصور نادرست است؛ زیرا چوبدستی در واقع وفاداری خود را با شکست از طرف مقابل یا خلع سلاح شدن منتقل می‌کند و نه لزوماً کشتن ارباب یا صاحب قبلی‌اش. در غیر این صورت هرگز به‌طور کامل و به بهترین شکل برای مالک جدید کار نخواهد کرد. همین موضوع، باعث شکست و کشته‌شدن لرد وولدمورت توسط هری پاتر می‌شود. 
زمانی که وولدمورت فکر می‌کند با کشتن سوروس اسنیپ که دامبلدور را کشت، وفاداری چوبدستی را به دست آورده‌ است. در حالی که مالک واقعی چوبدستی دراکو مالفوی بوده‌ است. کسی که قبل از کشته شدن دامبلدور به دست اسنیپ او را در برج ستاره‌شناسی هاگوارتز با طلسم اکسپلیارمِس خلع سلاح کرده بود. همین باعث شد که در نبرد بین هری و ولدمورت، در حالی که وولدمورت چوبدست قدرت را در دست داشت نتواند هری را با طلسم مرگ بکشد و هری بتواند او را شکست دهد؛ زیرا وولدمورت هیچ‌وقت مالک حقیقی چوبدستی نبوده و هری پاتر در لحظه ی حمله ی ولدمورت به او مالک حقیقی چوبدستی شده بوده زیرا هفته ی قبل از آن حمله وقتی در عمارت اربابی مالفوی دستگیر شده بود توانست با اعمال زور چوبدستی مالفوی را از دستش بگیرد و همین عمل برای انتقال مالکیت تمام چوبدستی هایی که تا آن لحظه به دراکو مالفوی وفادار بوده اند  از جمله خود ابرچوبدست کهن به هری پاتر کافی بود.             
تصور می‌شد که ارباب واقعی چوبدست قدرت را نمی‌توان در دوئل شکست داد؛ اما این نادرست است؛ زیرا دامبلدور توانسته بود جادوگر سیاه، گلرت گریندل‌والد را که مالک چوبدست قدرت بود شکست دهد. همچنین به نظر می‌رسد، از آنجا که چوبدست قدرت تا حدی حساس است (مانند همه چوبدستی‌ها)، به خود اجازه نخواهد داد که آسیب واقعی به ارباب واقعی خود وارد کند. اگر ارباب آن به‌طور طبیعی بمیرد (بدون اینکه هرگز شکست بخورد یا خلع سلاح شود)، قدرت استثنایی چوبدست قدرت برای هر مالک بعدی به پایان خواهد رسید، زیرا هیچ‌گاه از مالک قبلی برنده نشده‌است.
قدرت ابر چوبدست برای اولین بار در تاریخ زمانی نشان داده شد که آنتیوک پورل، بزرگ‌ترین برادر، با دشمنی که مدت‌ها بود می‌خواست او را شکست دهد، دوئل کرد. او پیروز شد و دشمنش را از بین برد؛ با این حال، چوبدست، پس از لاف زدن آنتیوک پورل از چوبدستی شکست ناپذیر خود، توسط رقیبی که می‌خواست چوبدستی را بگیرد دزدیده شد و آنتیوک در خواب توسط آن دزد کشته شد. این چوبدستی در طول تاریخ بارها دست به دست شده و گاهی اوقات برای مدتی بی نام و نشان مانده  و گاهی دوباره به نام های مختلف دیگری مانند چوب قدرت, چوبدست سرنوشت و چوبدست مرگ  پدیدار می شده تا اینکه سرانجام به دست مایکو گرگوروویچ، چوبدستی ساز بلغاری رسید. گرگوروویچ در مورد مالکیت ابرچوبدست به خود افتخار می‌کرد و معتقد بود که با پخش کردن این شایعات که او با الهام گرفتن و بررسی ابرچوبدستی چوبدستی های خود را تولید می کند میتواند باعث افزایش محبوبیت و شهرت خود بشود اما همیشه با رقابت اولیوندر چوبدستی ساز بریتانیایی مواجه بود. گریندل‌والد، دوست و معشوق سابق دامبلدور که به دنبال تحمیل قدرت جادوگری در جهان بود آن را درسنین جوانی از او دزدید. او در زمان جوانی یک شب به کارگاه ساخت چوبدستی گرگوروویچ رفت و ابرچوبدستی را برداشت قبل از فرار کردن در کنار پنجره منتظر گرگوروویچ ماند تا  پس از آمدن گرگوروویچ با شلیک طلسمی به سمت او کاری کرده باشد تا مالکیت حقیقی چوبدستی را با شکست دادن صاجب قبلی بدست آورده باشد زیرا ابرچوبدستی تنها با حمله و شکست صاحب قبلی وفاداری اش را به صاحب جدید خود اعلام میکرد. گریندل والد در طول عمر خود به هیچ کس اعلام نکرد که ابرچوبدستی در اختیار او می باشد گرگوروویچ نیز متوجه نشد دزد چوبدستی اش چه کسی بوده چون پس از اوج گیری قدرت گریندل والد در سنین بالاتر او را نشناخت. زمانی که گریندل‌والد در اوج قدرت توسط دامبلدور شکست خورد و چوبدستی اش به دست دامبلدور افتاد دامبلدور ابرچوبدستی را شناخت و برای اینکه دیگران را از آن در امان نگه دارد آن را نزد خود نگه داشت و او نیز مانند گریندل والد در طول عمرش هرگز به کسی این موضوع را اعلام نکرد. گریندل والد حتی پس از دستگیری و سال ها زنداني مادن در یکی از سلول های انفراد زيدان نورمنگارد به کسی نگفت که چوبدستی دست دامبلدور قرار دارد و این موضوع باعث شد پس از شایعه پراکنی های گرگوروویچ دوباره مدت زمان مدیدی رد چوبدستی در طول تاريخ ناپدید شود. تنها پس از مرگ دامبلدور زمانی که ولدمورت به دنبال ابرچوبدستی می گشت با شکنجه دادن اولیوندر از شائع پراکنی های گرگوروویچ باخبر شد و پس از شکنجه ی گرگورووییچ با خواندن ذهن او متوجه بشود که دزد چوبدستی او که بوده و پس از او نیز به دست چه کسی افتاده و در آن زمان از مکان چوبدستی که درون قبر دامبلدور بود مطلع شد و با نبش قبر دامبلدور آن را بدست آورد. 
دامبلدور خواسته بود که سوروس اسنیپ او را در نهایت بکشد. او قصد داشت که اسنیپ به چوب قدرت برسد و امیدوار بود که با اینکار مالکیت چوبدست به وولدمورت نرسد. با این حال، دراکو مالفوی قبل از مرگ دامبلدور، او را با اکسپلیارمس خلع سلاح کرد و باعث شکست نقشه شد. چوبدستی در مقبره دامبلدور دفن شد. اما دراکو ناخواسته به ارباب جدید چوبدست قدرت تبدیل شده بود.
بعد از کشته شدن دامبلدور، ولدمورت به دنبال چوبدستی می‌گردد تا هری را از بین ببرد؛ زیرا چوبدستی‌های قبلی‌اش شکست خورده‌اند و دیگر به او وفادار نبودند. او وارد مقبرهٔ دامبلدور می‌شود تا چوبدستی را بردارد و مالکیت چوبدست را از آن خود کند. اما او در طول نبردهای هاگوارتز متوجه می‌شود که چوبدستی آن طور که می‌گویند برای او عمل نمی‌کند و به اشتباه نتیجه می‌گیرد که چوبدستی به دلیل اینکه اسنیپ در قلعهٔ ستاره‌شناسی دامبلدور را کشته بود، چوبدست فقط به او وفادار است. به همین علت، نتیجه می‌گیرد که تنها با کشتن اسنیپ می‌تواند مالک چوبدست قدرت بشود؛ بنابراین، اسنیپ را می‌کشد و تصور می‌کند که چوبدستی از این پس در خدمت او خواهد بود و یه کمک چوبدست شکست ناپذیر می‌شود. اما در آخرین دوئل خود که با هری و در هاگوارتز انجام داد، طلسم کشتنش بازمی‌گردد و او، همان‌طور که هری به او هشدار داده بود می‌میرد؛ زیرا مالکیت چوبدست قدرت هیچ‌وقت از آن وولدمورت نبود.
پس از مرگ ولدمورت، هری از چوبدست قدرت برای ترمیم چوبدستی شکسته خود استفاده می‌کند. آنطور که در انتهای فیلم هری پاتر و یادگاران مرگ نشان داده شده است هری در نهایت تصمیم گرفت که چوبدستی را تکه‌تکه کند و آن را از روی پل ورودی هاگوارتز به پایین بیندازد، ولی در متن کتاب داستان نوشته شده که هری پس از شکست ولدمورت و مشورت با تابلوی دامبلدور آن را به سر جای قبلی خود (قبر دامبلدور) باز می گرداند.

## سنگ رستاخیز

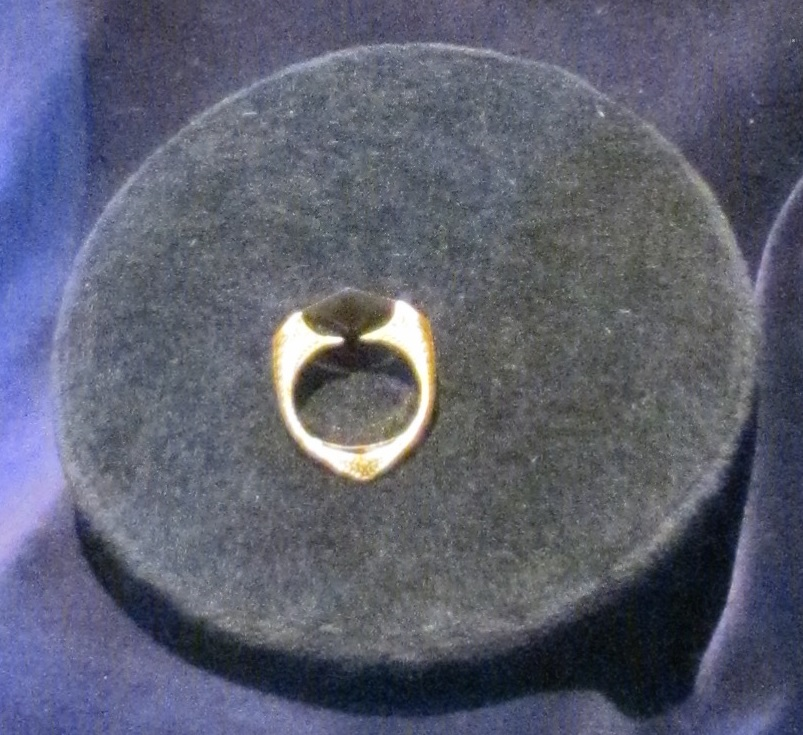
سنگ رستاخیز که بر روی حلقه قرار دارد

سنگ رستاخیز (به انگلیسی: Resurrection Stone) دومین یادگار مرگ است. این سنگ توسط مرگ به کادموس پورل، دومین برادر بین سه برادر پورل داده‌شد.
سنگ رستاخیز به دارنده این امکان را می‌دهد که عزیزان فوت شده خود را برگردانده و با آن‌ها ارتباط برقرار کند. به نظر می‌رسد تصاویری که صاحب سنگ به‌کمک آن می‌بیند از خاطرات فرد به وجود آمده‌اند و واقعاً افراد زنده یا واقعی نیستند.
سنگ رستاخیز مالک اولیهٔ آن را وادار به کشتن خود کرد. او نامزد سابقش را از میان مُردگان برگردانده بود. ولی او در دنیای واقعی بسیار ناراحت بود؛ زیرا به آنجا تعلق نداشت. به همین علت، کادموس پورل (صاحب اولیهٔ سنگ) خود را کُشت تا به پیش نامزد مردهٔ خود برگردد تا در کنار او زندگی کند.
دامبلدور حلقهٔ سنگ رستاخیز را از اموال ولدمورت پیدا کرد. او متوجه شد که این سنگ یکی از سه یادگار مرگ و همچنین، یک نوع جان‌پیچه است. دامبلدور که فراموش کرده بود آن یک جان‌پیچه نیز هست و توسط نفرین‌های ولدمورت محافظت می‌شود، سعی کرد از سنگ رستاخیز برای صحبت با خانوادهٔ مرده خود استفاده کند. اما نفرین سنگ دست دامبلدور را نابود کرد. در حالی که دست دامبلدور سیاه شده‌بود، نفرین شروع به گسترش در سراسر بدنش کرد. اگر چه به‌کمک اسنیپ آسیبی که به دست دامبلدور وارد شده بود تا حدی بهبود پیدا کرده‌بود و درمان شده بود، اما دامبلدور محکوم به مرگ بود و حداکثر یک سال زمان برای زنده‌ماندن برایش باقی مانده بود.

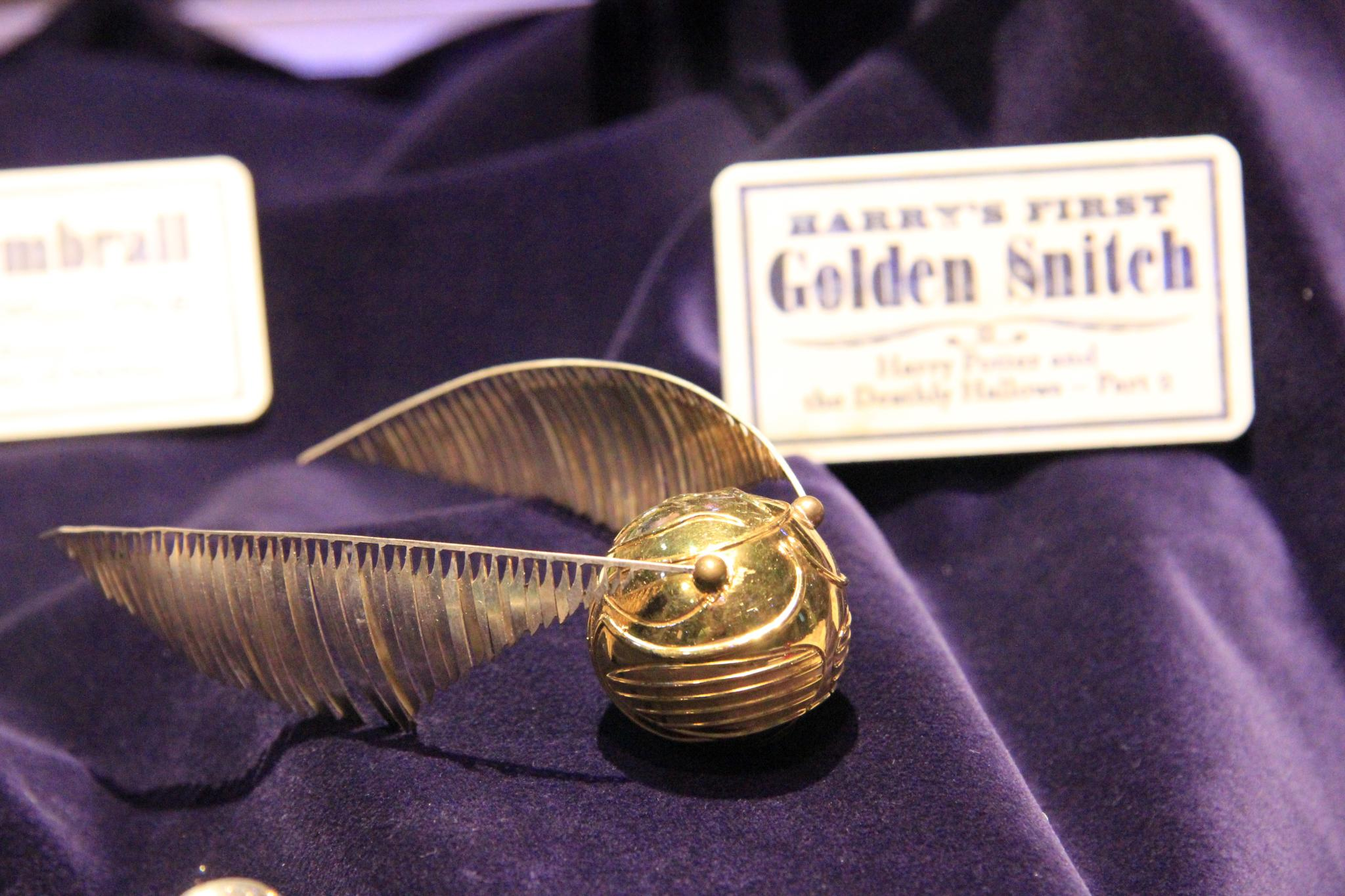
گوی زرین (اسنیچ) که هری توانست سنگ رستاخیز را به‌کمک آن به‌دست بیاورد

این سنگ بعداً از طریق وصیت‌نامهٔ دامبلدور به هری منتقل شد و درون گوی زرین (اسنیچ) پنهان شد. هری در اولین مسابقه کوییدیچ خود نزدیک بود اسنیچ را قورت دهد. وقتی لب‌های هری اسنیچ را لمس کرد متن «در پایان باز می‌شوم» بر روی آن ظاهر شد. هری تا زمانی که وارد جنگل ممنوعه نشده بود و نزدیک به مرگ نبود، نمی‌توانست اسنیچ را باز کند. او زمانی که به نزدیکی جنگل ممنوعه رسید متوجه شد که منظور از کلمهٔ «پایان» که بر روی اسنیچ ظاهر شده بود، مرگ او است. هری از سنگ برای احضار عزیزان و دوستان مرده‌اش، پدر و مادرش و پدرخوانده‌اش استفاده می‌کند تا قبل از اینکه به دست ولدمورت کشته شود، او را آرام کنند و شجاعتش را تقویت کند. هری وقتی به اردوگاه ولدمورت می‌رسد، سنگ از انگشتان بی‌حس‌اش به زمین می‌افتد. در نهایت، ولدمورت با استفاده از آواداکداورا هری را می‌کشد و جسد او را به همراه روبیوس هاگرید به هاگوارتز می‌آورد. با این حال، هری بعد از ملاقات با دامبلدور مجدداً به زندگی برمی‌گردد و طی نبرد با ولدمورت در هاگوارتز، پس از نابود شدن تمام جان‌پیچه‌های ولدمورت پیروز می‌شود. در انتهای داستان پس از شکست ولدمورت هری به دفتر مدیر هاگوارتز می رود و با دامبلدور در تابلوی نقاشی اش در مورد مکان سنگ که در جای نامعلومی از جنگل ممنوعه افتاده بود صحبت میکند و هر دو به این نتیجه می رسند که هری دیگر هیچ‌وقت به دنبال سنگ رستاخیز نگردد و به دیگران هم نگوید که سنگ کجا افتاده است.

## شنل نامرئی کننده
شنل نامرئی کننده (به انگلیسی: Cloak Of Invisibility) سومین و آخرین یادگار مرگ است، به برادر سوم (ایگنوتوس پرول) داده‌شد. بر طبق افسانه یا داستان سه برادر ایگنوتوس بر خلاف دو برادر دیگرش به مرگ اعتماد نمی کند و با انتخاب وسیله ای که بتواند از دید همه جتی خود مرگ نیز پنهان بماند او را مجبور میکند تا بخشی از شنل نامرئی خودش را بریده و به برادر سوم بدهد. او تا سن پیری توانسته بود از دید مرگ پنهان بماند و تنها زمانی که آماده برای مردن بود شنل خود را به پسرش داد. این شنل نسل های پی در پی در خاندان و نوادگان ایگنوتوس دست به دست شده از پدرها به پسرها و از مادرها به دخترها داده شده تا اینکه سر انجام به دست آخرين نواده ی ایگنوتوس پورل یعنی هری پاتر رسید که مانند خود ایگنوتوس در دره ی گودریک به دنیا آمده بود. قبل از رسیدن شنل به دست هری توسط آخرون دختری که با نام خانوادگی پورل زندگی میکرده یعنی لولانس پورل پس از ازدواجش با هاردوین پاتر (پدربزرگ هری پاتر) و بدنیا آمدن پسرش جیمز پاتر شنل را به او داده است. او در دوران تحصیل خود در هاگوارتز بارها از این شنل استفاده میکرده و چند مدت قبل از مرگش شنل را به دامبلدور نشان داده که چون دامبلدور به ماهیت اصلی شنل پی برده بوده از روی کنجکاوی آن را از جیمز پاتر قرض گرفت تا بررسی اش کند. پس از مرگ پدر و مادر هری توسط لرد ولدمورت شنل دست دامبلدور ماند تا اینکه در کریسمس اولین سال تحصیل هری در هاگوارتز آن را به صورت ناشناس برای هری ارسال کرد و در نامه ای همراه شنل برای هری نوشت که این شنل برای پدرش بوده و چون این شنل متعلق به نوادگان پورل بوده بنابراین زمان آن رسیده که به دست هری برسد. هری نیز پس از ازدواج با جینی ویزلی آن را به پسر اول خود یعنی جیمز پاتر داد. 
بر طبق نشانه های ذکر شده از خواص این شنل هر کسی که این شنل را داشته‌باشد می‌تواند از دید تمامی افراد و حتی خود مرگ پنهان بماند و نامرئی بشود. این شنل نامرئی‌کننده تنها شنل شناخته شده‌ای است که با افزایش سن از بین نمی‌رود و یا خاصیت آن کمرنگ و بی اثر نمیگردد. این شنل میتواند صاحب خویش را به طور کامل نامرئی کند در حالی که اکثر شنل های نامرئی تنها تحت افسون دلسردی یا سرخوردگی خاصیت همرنگ محیط شدن پیدا کرده اند و ردی از شخص نامرئی شده در هوا به صورت جزئی باقی میگذارند. شنل‌های نامرئی‌کننده دیگر با گذشت زمان کم کم بدون اثر می‌شوند یا پاره می‌شوند. اما این شنل با گذشت زمان و یا حتی با شلیک افسون و تحت اثر طلسم هرگز هیچ اتفاقی برایش نمی‌افتد. البته برخی از مواردی در داستان هری پاتر وجود داشته که هری متوجه شده برخی از افراد یا موجودات قادر به دیدن یا درک به وجود فرد حتی زیر شنل نامرئی کننده ی خودش هستند با اینکه طبق افسانه ها مرگ نیز نمیتوانست آنها را ببیند. از جمله این افراد الستور مودی چشم باباقوری بود که با چشم سحرآمیزش قادر به دیدن همه چیز حتب در پشت سرش یا پشت دیوارها و موانع متعدد قرار داشتند بوده است دامبلدور نیز ظاهرا قادر به هری زمان هایی که به وی برمیخورده است ولی معلوم نبود دلیل این توانایی اش چه چیزی می باشد. از موجودات نیز  میتوان به دیوانه سازها اشاره کرد که چون چشم نداشتند و صرفا با تغذیه احساسات افراد را می یافتند قادر به پیدا کردن فرد زیر شنل نامرئی بودند. مارها نیز ظاهرا به دلیل اینکه از طریق گرمای بدن قادر به دیدن افراد هستند میتوانستند هرکسی که زیر آن شنل و هر شنل نامرئی کننده ی دیگری بودند را ببینند. مار ولدمورت که نجینی نام داشت در شبی که هری و هرمیون به دره ی گودریک رفته بودند در قالب بدن باتیلدابگشات به استقبال آن ها آمده بود و توانسته بود آن ها را ببیند .    

## ماجرا
روزی روزگاری سه برادر بودند که در هوای گرگ و میش (سحرگاه)(صبح) در جاده‌ای دور افتاده داشتند سفر می‌کردند. سرانجام برادرها به رودخانه‌ای رسیدند که از بس متلاطم بود نمی‌توانستند از ان بگذرند. سه برادر که در جادوگری استاد بودند با چوب دستیشان پلی پدیدآوردند. اما پیش از اکه از ان عبور کنند پیکره‌ای جامه به تن راهشان را سد کرد. او مرگ بود که فکر می‌کرد فریب خورده. چرا که معمولاً مسافران در رودخانه غرق می‌شدند. اما مرگ حیله‌گر و مکار بود. او در ظاهر برای جادوی سه برادر به آنان تبریک گفته و به آن‌ها گفت برای زیرکی در گریز از مرگ هر سه سزاوار پاداش هستند و می‌تواند یکی از خواسته هایشان را برآورده کند برادر بزرگ‌تر خواستار یک چوب دستی شد که در جهان قدرتمند تر از ان وجود نداشته باشد؛ بنابراین مرگ از درخت یاس کبودی که در ان نزدیکی بود چوب دستی ای برای او ساخت. برادر دوم تصمیم مرگ را بیشتر از ان تحقیر کند و از او چیزی خواست که با ان بتواند عزیزانش را از مرگ فرا خواند؛ بنابراین مرگ سنگی را از رودخانه برداشت و به او داد. سرانجام مرگ روبه برادر سوم کرد. او که مردی متواضع بود چیزی خواست که با ان بتواند از ان مکان برود بی آن که مرگ در تعقیبش باشد. و اینگونه بود که مرگ در کمال بی میلی تکه ای از شنل خودش را برید و به او داد. برادر اول به دهکدهٔ دوری سفر کرد و با در دست داشتن ابر چوب دستی جادوگری را که روزی با او دعوا کرده بود کشت! او سرمست از قدرت ابر چوب دستی شکست ناپذیری خود را به رخ می‌کشید. اما ان شب جادوگر دیگری چوب دستی را دزدید و سر برادر را نیز گوش تا گوش برید و بدین ترتیب مرگ اولین برادر را از ان خود کرد. دومین برادر به خانه اش رفت و در آنجا سنگ را درآورد و ان را سه بار دستش چرخاند. در کمال سرور دختری که پیش از مرگ نابه هنگامش آرزوی ازدواج با او را داشت در برابرش ظاهر شد. با این حال دختر غمگین و سرد بود. چون به دنیای فانی تعلق نداشت. دومین برادر ناامید از برآوردن آرزویش از شدت خشم خود را از سقف آویزان کرد تا به دختر بپیوندد و بدین شکل مرگ دومین برادر را نیز گرفت. اما با این حال که مرگ سال‌ها به دنبال سومین برادر گشت هرگز موفق به یافتنش نشد. برادر کوچکتر تنها زمانی شنل نامرئی را از تنش درآورد و ان را به پسرش داد که بسیار پیر شده بود. آنگاه همچون دوست قدیمی به استقبال مرگ و با اشتیاق زندگی را بدرود گفت.
داستان از این قرار است که سه برادر هنگام رسیدن به رودخانه‌ای عمیق با استفاده از جادو پلی می‌سازند. مرگ که همیشه شاهد سقوط افراد به رودخانه و مرگشان بوده از حیلهٔ برادران خشمگین می‌شود و از این رو تصمیم می‌گیرد خود با حیله‌ای انتقام گیرد. او از سه برادر به خاطر ذکاوتشان تشکر می‌کند و از آن‌ها می‌خواهد که هرکدام یک آرزو بکنند. بردار اولی و بزرگتر خواستار چوبدستی ای می‌شود که در هیچ دوئلی شکست نخورد. برادر دومی خواستار سنگی می‌شود که با آن بتوان مردگان را زنده کرد و برادر سومی خواستار چیزی شد که با آن مرگ نتواند او را تعقیب کند. مرگ از درخت یاس کبود چوبدستی و از رودخانه سنگ را به دو برادر داد و شنل خود را نیز به برادر سوم داد. برادر اولی به دهکده‌ای رفت و بعد از دوئلی موفق پیش همه از چوبدستی خود گفت. همان شب شخصی به بالین وی آمد او را کشت و چوبدستی را برداشت. برادر دومی به وسیلهٔ سنگ روح دختری را که دوست می‌داشت و مرده بود را حاضر کرد ولی حضور دختر در دنیای فانی زجر اور بود پس برادر دوم را ترک گفت اما برادر دوم از شوق پیوستن به او خود را کشت. اما برادر سومی با شنل نامرئی‌کننده سال‌ها از دست مرگ گریخت تا این که به کهن‌سالی رسید و خود تسلیم مرگ شد.
پروفسور «آلبوس دامبلدور» در تفسیر این داستان می‌گوید: «پیام این داستان این است که فرار از مرگ محکوم به شکست است». ((کدام یک از ما در صورت مواجه با چنین رویدادی تواضع و ذکاوت برادر سومی را نشان می‌دهیم؟)).
یادگاران مرگ به شکل یک مثلث که در داخل آن یک دایره و وسط آن دایره یک خط عمودی است ترسیم می‌شود و بر سنگ قبر لیلی ایوانز و جیمز پاتر پدر و مادر هری پاتر حک شده‌اند. این علامت را نیز زینوفیلیوس لاوگود پدر لونا لاوگود و مدیر مجلهٔ طفره زن به گردن دارد.
هرکس که هر سه یادگار را گرد آورد موجودی شکست ناپذیر است و ارباب مرگ می‌شود و بر انجام هرکاری تواناست.
در کل علامت یادگاران مرگ از جمله اسرارآمیزترین علامت‌های دنیای جادویی می‌باشد.

## دفترچه خاطرات تام ریدل
دفترچه خاطرات تام ماروولو ریدل شیئی تخیلی است که اولین بار در کتاب "هری پاتر و تالار اسرار" ظاهر می‌شود. هری پاتر و رون ویزلی این دفترچه را در دستشویی میرتل گریان پیدا می‌کنند و هری به شک می‌افتد که این دفترچه (که شامل صفحاتی سفید است) مرموز است. بعد از مدتی معلوم می‌شود که با نوشتن در این دفترچه سفید، تام ریدل، دانش آموزی که پنجاه سال پیش به هاگوارتز می‌آمده جواب می‌دهد.و روح ولدمورت نوجوان در آن حضور دارد .که با فریب جینی ویزلی باعث باز شدن در تالار اسرار و حمله به مشنگ زاده ها میشود! بار دوم این شیء در کتاب " هری پاتر و شاهزاده دورگه " ظاهر می‌شود . در این کتاب آلبوس دامبلدور به این قضیه پی میبرد که این دفترچه یکی از هفت جان پیچ‌های لرد ولدمورت می‌باشد که توسط هری پاتر از بین رفته است .
گفته میشود جان پیچ ها فقط با شئ های قوی نابود می‌شوند مانند شمشیر گریفیندور و یکی از این شئ ها نیش باسیلیسک است و هری پاتر با نیش باسیلیسکی که در تالار اسرار کشته بود آن دفترچه را نابود کرد.